# Llista de participants al Tour de França de 2017
El Tour de França de 2017, 103 edició del Tour de França, fou disputat per 198 corredors repartits entre 22 equips. La cursa es disputà entre l'1 i el 23 de juliol, amb inici a Düsseldorf, i final a l'Avinguda dels Camps Elisis de París.

## Equips participants
Al Tour de França, en tant que prova World Tour, hi prenen part els 18 equips World Tour i l'organitzador convida quatre equips continentals per acabar de completar els 22 equips. Aquests quatre equips foren fets públics el 26 de gener de 2017.
| WorldTeams (18)- AG2R La Mondiale - Astana - Bahrain-Merida - BMC Racing Team - Bora-Hansgrohe - Cannondale-Drapac - Dimension Data - FDJ - Katusha-Alpecin - Lotto NL-Jumbo - Lotto-Soudal - Movistar Team - Orica-Scott - Quick-Step Floors - Sky - Team Sunweb - Trek-Segafredo - UAE Team Emirates Equips continentals professionals (4)- Cofidis, Solutions Crédits - Direct Énergie - Fortuneo-Oscaro - Wanty-Groupe Gobert |
| |

## Llista de participants
| Llegenda                 | Llegenda | Llegenda              | Llegenda                                                                                         |
| ------------------------ | --- | --------------------- | ------------------------------------------------------------------------------------------------ |
| #                        | Dorsal de sortida que du el ciclista al Tour                                                                | Pos.                  | Posició final a la classificació general                                                         |
| Mallot groc              | Vencedor de la classificació general                                                                        | Mallot de la muntanya | Vencedor de la classificació de la muntanya                                                      |
| Mallot verd              | Vencedor de la classificació per punts                                                                      | Mallot blanc          | Vencedor de la classificació dels joves                                                          |
| classificació per equips | Vencedor de la classificació per equips                                                                     | Combativitat          | Vencedor de la combativitat                                                                      |
| NP                       | Indica un ciclista que no ha pres la sortida en una etapa, seguit del número de l'etapa en què s'ha retirat | AB                    | Indica un ciclista que no ha finalitzat una etapa, seguit del número d'etapa en què s'ha retirat |
| FC                       | Indica un ciclista que ha finalitzat una etapa fora de control, seguit del número d'etapa                   | EX                    | Corredor exclòs per no respectar el reglament                                                    |
| Campió d'Itàlia          | Indica un mallot de campió nacional o mundial, així com l'especialitat                                      | *                     | Indica un corredor que lluita pel mallot blanc                                                   |

### Per equips
| No. | Ciclista                 | Pos. |
| --- | ------------------------ | ---- |
| 1   | Chris Froome (GBR)       | 1    |
| 2   | Sergio Henao (COL)       | 28   |
| 3   | Vasil Kiryienka (BLR)    | 112  |
| 4   | Christian Knees (GER)    | 144  |
| 5   | Michał Kwiatkowski (POL) | 57   |
| 6   | Mikel Landa (ESP)        | 4    |
| 7   | Mikel Nieve (ESP)        | 14   |
| 8   | Luke Rowe (GBR)          | 167  |
| 9   | Geraint Thomas (GBR)     | AB-9 |

| No. | Ciclista                | Pos. |
| --- | ----------------------- | ---- |
| 11  | Romain Bardet (FRA)     | 3    |
| 12  | Jan Bakelants (BEL)     | 22   |
| 13  | Axel Domont (FRA)       | 68   |
| 14  | Mathias Frank (SUI)     | 30   |
| 15  | Ben Gastauer (LUX)      | 37   |
| 16  | Cyril Gautier (FRA)     | 48   |
| 17  | Pierre Latour (FRA) *   | 29   |
| 18  | Oliver Naesen (BEL)     | 63   |
| 19  | Alexis Vuillermoz (FRA) | 13   |

| No. | Ciclista                   | Pos. |
| --- | -------------------------- | ---- |
| 21  | Nairo Quintana (COL)       | 12   |
| 22  | Andrey Amador (CRC)        | 87   |
| 23  | Daniele Bennati (ITA)      | 104  |
| 24  | Carlos Betancur (COL)      | 18   |
| 25  | Jonathan Castroviejo (ESP) | 60   |
| 26  | Imanol Erviti (ESP)        | 92   |
| 27  | Jesús Herrada (ESP)        | 97   |
| 28  | Jasha Sütterlin (GER) *    | 108  |
| 29  | Alejandro Valverde (ESP)   | AB-1 |

| No. | Ciclista                | Pos.  |
| --- | ----------------------- | ----- |
| 31  | Alberto Contador (ESP)  | 9     |
| 32  | Koen de Kort (NED)      | 70    |
| 33  | John Degenkolb (GER)    | 121   |
| 34  | Fabio Felline (ITA)     | AB-14 |
| 35  | Michael Gogl (AUT) *    | 146   |
| 36  | Markel Irizar (ESP)     | 135   |
| 37  | Bauke Mollema (NED)     | 17    |
| 38  | Jarlinson Pantano (COL) | 46    |
| 39  | Haimar Zubeldia (ESP)   | 52    |

| No. | Ciclista                   | Pos. |
| --- | -------------------------- | ---- |
| 41  | Richie Porte (AUS)         | AB-9 |
| 42  | Damiano Caruso (ITA)       | 11   |
| 43  | Alessandro De Marchi (ITA) | 99   |
| 44  | Stefan Küng (SUI) *        | 79   |
| 45  | Amaël Moinard (FRA)        | 32   |
| 46  | Nicolas Roche (IRL)        | 33   |
| 47  | Michael Schär (SUI)        | 72   |
| 48  | Greg Van Avermaet (BEL)    | 58   |
| 49  | Danilo Wyss (SUI)          | 81   |

| No. | Ciclista                     | Pos.  |
| --- | ---------------------------- | ----- |
| 51  | Fabio Aru (ITA)              | 5     |
| 52  | Dario Cataldo (ITA)          | AB-11 |
| 53  | Jakob Fuglsang (DEN)         | AB-13 |
| 54  | Andriy Hrivko (UKR)          | 120   |
| 55  | Dmitriy Gruzdev (KAZ)        | 115   |
| 56  | Bakhtiyar Kozhatayev (KAZ) * | 93    |
| 57  | Alexey Lutsenko (KAZ) *      | 71    |
| 58  | Michael Valgren (DEN) *      | 61    |
| 59  | Andrey Zeits (KAZ)           | 44    |

| No. | Ciclista                   | Pos. |
| --- | -------------------------- | ---- |
| 61  | Louis Meintjes (RSA) *     | 8    |
| 62  | Darwin Atapuma (COL)       | 41   |
| 63  | Matteo Bono (ITA)          | 111  |
| 64  | Kristijan Đurasek (CRO)    | 50   |
| 65  | Vegard Stake Laengen (NOR) | 127  |
| 66  | Marco Marcato (ITA)        | 96   |
| 67  | Manuele Mori (ITA)         | AB-9 |
| 68  | Ben Swift (GBR)            | 83   |
| 69  | Diego Ulissi (ITA)         | 39   |

| No. | Ciclista                  | Pos.  |
| --- | ------------------------- | ----- |
| 71  | Arnaud Démare (FRA)       | HD-9  |
| 72  | Davide Cimolai (ITA)      | 152   |
| 73  | Mickaël Delage (FRA)      | HD-9  |
| 74  | Jacopo Guarnieri (ITA)    | HD-9  |
| 75  | Ignatas Konovalovas (LTU) | HD-9  |
| 76  | Olivier Le Gac (FRA) *    | 158   |
| 77  | Rudy Molard (FRA)         | 36    |
| 78  | Thibaut Pinot (FRA)       | AB-17 |
| 79  | Arthur Vichot (FRA)       | AB-13 |

| No. | Ciclista               | Pos. |
| --- | ---------------------- | ---- |
| 81  | Esteban Chaves (COL)   | 62   |
| 82  | Michael Albasini (SUI) | 98   |
| 83  | Luke Durbridge (AUS)   | AB-2 |
| 84  | Mathew Hayman (AUS)    | 151  |
| 85  | Damien Howson (AUS) *  | 88   |
| 86  | Daryl Impey (RSA)      | 47   |
| 87  | Jens Keukeleire (BEL)  | 59   |
| 88  | Roman Kreuziger (CZE)  | 24   |
| 89  | Simon Yates (GBR) *    | 7    |

| No. | Ciclista                 | Pos. |
| --- | ------------------------ | ---- |
| 91  | Mark Cavendish (GBR)     | NS-5 |
| 92  | E. Boasson Hagen (NOR)   | 78   |
| 93  | Stephen Cummings (GBR)   | 141  |
| 94  | Bernhard Eisel (AUT)     | 153  |
| 95  | R. J. van Rensburg (RSA) | 118  |
| 96  | Serge Pauwels (BEL)      | 19   |
| 97  | Mark Renshaw (AUS)       | HD-9 |
| 98  | Scott Thwaites (GBR)     | 107  |
| 99  | Jaco Venter (RSA)        | 162  |

| No. | Ciclista                 | Pos.  |
| --- | ------------------------ | ----- |
| 101 | Marcel Kittel (GER)      | AB-17 |
| 102 | Jack Bauer (NZL)         | 105   |
| 103 | Gianluca Brambilla (ITA) | 53    |
| 104 | Philippe Gilbert (BEL)   | NS-16 |
| 105 | Daniel Martin (IRL)      | 6     |
| 106 | Fabio Sabatini (ITA)     | 154   |
| 107 | Zdeněk Štybar (CZE)      | 102   |
| 108 | Matteo Trentin (ITA)     | HD-9  |
| 109 | Julien Vermote (BEL)     | 139   |

| No. | Ciclista                 | Pos.  |
| --- | ------------------------ | ----- |
| 111 | Peter Sagan (SVK)        | DQ-4  |
| 112 | Maciej Bodnar (POL)      | 116   |
| 113 | Emanuel Buchmann (GER) * | 15    |
| 114 | Marcus Burghardt (GER)   | 131   |
| 115 | Rafał Majka (POL)        | NS-10 |
| 116 | Jay McCarthy (AUS) *     | 94    |
| 117 | Paweł Poljański (POL)    | 80    |
| 118 | Juraj Sagan (SVK)        | HD-9  |
| 119 | Rüdiger Selig (GER)      | 165   |

| No. | Ciclista                 | Pos. |
| --- | ------------------------ | ---- |
| 121 | Tony Martin (GER)        | 101  |
| 122 | Marco Haller (AUT)       | 155  |
| 123 | Reto Hollenstein (SUI)   | 150  |
| 124 | Robert Kišerlovski (CRO) | 31   |
| 125 | Alexander Kristoff (NOR) | 130  |
| 126 | Maurits Lammertink (NED) | 75   |
| 127 | Tiago Machado (POR)      | 74   |
| 128 | Nils Politt (GER) *      | 95   |
| 129 | Rick Zabel (GER) *       | 145  |

| No. | Ciclista               | Pos.  |
| --- | ---------------------- | ----- |
| 131 | André Greipel (GER)    | 149   |
| 132 | Lars Bak (DEN)         | 123   |
| 133 | Tiesj Benoot (BEL) *   | 20    |
| 134 | Thomas De Gendt (BEL)  | 51    |
| 135 | Tony Gallopin (FRA)    | 21    |
| 136 | Adam Hansen (AUS)      | 113   |
| 137 | Jürgen Roelandts (BEL) | 136   |
| 138 | Marcel Sieberg (GER)   | NS-17 |
| 139 | Tim Wellens (BEL)      | AB-15 |

| No. | Ciclista               | Pos. |
| --- | ---------------------- | ---- |
| 141 | Michael Matthews (AUS) | 69   |
| 142 | Nikias Arndt (GER)     | 84   |
| 143 | Warren Barguil (FRA)   | 10   |
| 144 | Roy Curvers (NED)      | 142  |
| 145 | Simon Geschke (GER)    | 64   |
| 146 | Ramon Sinkeldam (NED)  | 148  |
| 147 | Laurens ten Dam (NED)  | 67   |
| 148 | Mike Teunissen (NED) * | 129  |
| 149 | Albert Timmer (NED)    | 157  |

| No. | Ciclista                   | Pos. |
| --- | -------------------------- | ---- |
| 151 | Nacer Bouhanni (FRA)       | 138  |
| 152 | Dimitri Claeys (BEL)       | 163  |
| 153 | Nicolas Edet (FRA)         | 76   |
| 154 | Christophe Laporte (FRA) * | 133  |
| 155 | Cyril Lemoine (FRA)        | 128  |
| 156 | Luis Ángel Maté (ESP)      | 56   |
| 157 | Daniel Navarro (ESP)       | 27   |
| 158 | Florian Sénéchal (FRA) *   | 161  |
| 159 | Julien Simon (FRA)         | 117  |

| No. | Ciclista               | Pos.  |
| --- | ---------------------- | ----- |
| 161 | Robert Gesink (NED)    | AB-9  |
| 162 | George Bennett (NZL)   | AB-16 |
| 163 | D. Groenewegen (NED) * | 156   |
| 164 | Tom Leezer (NED)       | 166   |
| 165 | Paul Martens (GER)     | 82    |
| 166 | Primož Roglič (SLO)    | 38    |
| 167 | Timo Roosen (NED) *    | AB-19 |
| 168 | Jos van Emden (NED)    | AB-9  |
| 169 | Robert Wagner (GER)    | 164   |

| No. | Ciclista               | Pos. |
| --- | ---------------------- | ---- |
| 171 | Thomas Voeckler (FRA)  | 91   |
| 172 | Thomas Boudat (FRA)    | 140  |
| 173 | Lilian Calmejane (FRA) | 35   |
| 174 | Sylvain Chavanel (FRA) | 25   |
| 175 | Yohann Gène (FRA)      | 134  |
| 176 | Adrien Petit (FRA)     | 126  |
| 177 | Perrig Quéméneur (FRA) | 106  |
| 178 | Romain Sicard (FRA)    | 66   |
| 179 | Angelo Tulik (FRA)     | 89   |

| No. | Ciclista                 | Pos. |
| --- | ------------------------ | ---- |
| 181 | Pierre Rolland (FRA)     | 54   |
| 182 | Alberto Bettiol (ITA) *  | 90   |
| 183 | Patrick Bevin (NZL)      | 114  |
| 184 | Nathan Brown (EUA)       | 43   |
| 185 | Simon Clarke (AUS)       | 86   |
| 186 | Taylor Phinney (EUA)     | 159  |
| 187 | Andrew Talansky (EUA)    | 49   |
| 188 | Rigoberto Urán (COL)     | 2    |
| 189 | Dylan van Baarle (NED) * | 77   |

| No. | Ciclista              | Pos.  |
| --- | --------------------- | ----- |
| 191 | Ion Izagirre (ESP)    | AB-1  |
| 192 | Yukiya Arashiro (JPN) | 109   |
| 193 | Grega Bole (SLO)      | 143   |
| 194 | Borut Božič (SLO)     | 160   |
| 195 | Janez Brajkovič (SLO) | 45    |
| 196 | Ondřej Cink (CZE)     | AB-19 |
| 197 | Sonny Colbrelli (ITA) | 122   |
| 198 | Tsgabu Grmay (ETH)    | 73    |
| 199 | Javier Moreno (ESP)   | 119   |

| No. | Ciclista                       | Pos. |
| --- | ------------------------------ | ---- |
| 201 | Guillaume Martin (FRA) *       | 23   |
| 202 | Frederik Backaert (BEL)        | 132  |
| 203 | Thomas Degand (BEL)            | 34   |
| 204 | Marco Minnaard (NED)           | 40   |
| 205 | Yoann Offredo (FRA)            | 110  |
| 206 | Andrea Pasqualon (ITA)         | 137  |
| 207 | Dion Smith (NZL) *             | 124  |
| 208 | Guillaume Van Keirsbulck (BEL) | 147  |
| 209 | Pieter Vanspeybrouck (BEL)     | 100  |

| No. | Ciclista                  | Pos.  |
| --- | ------------------------- | ----- |
| 211 | Daniel McLay (GBR) *      | AB-17 |
| 212 | Maxime Bouet (FRA)        | 55    |
| 213 | Brice Feillu (FRA)        | 16    |
| 214 | Élie Gesbert (FRA) *      | 85    |
| 215 | Romain Hardy (FRA)        | 26    |
| 216 | Pierre-Luc Périchon (FRA) | 42    |
| 217 | Laurent Pichon (FRA)      | 125   |
| 218 | Eduardo Sepúlveda (ARG)   | 65    |
| 219 | Florian Vachon (FRA)      | 103   |

### Per dorsal
A continuació es mostra una llista dels participants del Tour de França de 2017, amb la posició i el temps final. En cas de no haver finalitzat, es mostra el motiu i l'ultima etapa disputada.
| Dorsal | Ciclista                          | Edat | Equip               | Pos.  | Temps final  |
| ------ | --------------------------------- | ---- | ------------------- | ----- | ------------ |
| 1      | Chris Froome (GBR)                | 32   | Team Sky            | 1     | 86h 20' 55"  |
| 2      | Sergio Henao (COL)                | 29   | Team Sky            | 28    | + 1h 16' 32" |
| 3      | Vasil Kiryienka (BLR)             | 36   | Team Sky            | 112   | + 3h 21' 15" |
| 4      | Christian Knees (GER)             | 36   | Team Sky            | 144   | + 3h 55' 31" |
| 5      | Michał Kwiatkowski (POL)          | 27   | Team Sky            | 57    | + 2h 17' 48" |
| 6      | Mikel Landa (ESP)                 | 27   | Team Sky            | 4     | + 2' 21"     |
| 7      | Mikel Nieve (ESP)                 | 33   | Team Sky            | 14    | + 25' 28"    |
| 8      | Luke Rowe (GBR)                   | 27   | Team Sky            | 167   | + 4h 35' 52" |
| 9      | Geraint Thomas (GBR)              | 31   | Team Sky            | AB-9  | –            |
| 11     | Romain Bardet (FRA)               | 26   | AG2R La Mondiale    | 3     | + 2' 20"     |
| 12     | Jan Bakelants (BEL)               | 31   | AG2R La Mondiale    | 22    | + 50' 04"    |
| 13     | Axel Domont (FRA)                 | 26   | AG2R La Mondiale    | 68    | + 2h 35' 33" |
| 14     | Mathias Frank (CHE)               | 30   | AG2R La Mondiale    | 30    | + 1h 21' 16" |
| 15     | Ben Gastauer (LUX)                | 29   | AG2R La Mondiale    | 37    | + 1h 38' 33" |
| 16     | Cyril Gautier (FRA)               | 29   | AG2R La Mondiale    | 48    | + 2h 03' 24" |
| 17     | Pierre Latour (FRA)               | 23   | AG2R La Mondiale    | 29    | + 1h 18' 45" |
| 18     | Oliver Naesen (BEL)               | 26   | AG2R La Mondiale    | 63    | + 2h 28' 02" |
| 19     | Alexis Vuillermoz (FRA)           | 29   | AG2R La Mondiale    | 13    | + 24' 38"    |
| 21     | Nairo Quintana (COL)              | 27   | Movistar            | 12    | + 15' 28"    |
| 22     | Andrey Amador (CRI)               | 30   | Movistar            | 87    | + 2h 56' 43" |
| 23     | Daniele Bennati (ITA)             | 36   | Movistar            | 104   | + 3h 13' 44" |
| 24     | Carlos Betancur (COL)             | 27   | Movistar            | 18    | + 37' 47"    |
| 25     | Jonathan Castroviejo (ESP)        | 30   | Movistar            | 60    | + 2h 22' 44" |
| 26     | Imanol Erviti (ESP)               | 33   | Movistar            | 92    | + 3h 00' 21" |
| 27     | Jesús Herrada (ESP)               | 26   | Movistar            | 97    | + 3h 06' 05" |
| 28     | Jasha Sütterlin (GER)             | 24   | Movistar            | 108   | + 3h 17' 53" |
| 29     | Alejandro Valverde (ESP)          | 37   | Movistar            | AB-1  | –            |
| 31     | Alberto Contador (ESP)            | 34   | Trek-Segafredo      | 9     | + 8' 49"     |
| 32     | Koen de Kort (NLD)                | 34   | Trek-Segafredo      | 70    | + 2h 38' 33" |
| 33     | John Degenkolb (GER)              | 28   | Trek-Segafredo      | 121   | + 3h 35' 14" |
| 34     | Fabio Felline (ITA)               | 27   | Trek-Segafredo      | AB-14 | –            |
| 35     | Michael Gogl (AUT)                | 23   | Trek-Segafredo      | 146   | + 3h 59' 06" |
| 36     | Markel Irizar (ESP)               | 37   | Trek-Segafredo      | 135   | + 3h 47' 10" |
| 37     | Bauke Mollema (NLD)               | 30   | Trek-Segafredo      | 17    | + 37' 43"    |
| 38     | Jarlinson Pantano (COL)           | 28   | Trek-Segafredo      | 46    | + 2h 01' 30" |
| 39     | Haimar Zubeldia (ESP)             | 40   | Trek-Segafredo      | 52    | + 2h 06' 30" |
| 41     | Richie Porte (AUS)                | 32   | BMC Racing          | AB-9  | –            |
| 42     | Damiano Caruso (ITA)              | 29   | BMC Racing          | 11    | + 14' 48"    |
| 43     | Alessandro De Marchi (ITA)        | 31   | BMC Racing          | 99    | + 3h 07' 25" |
| 44     | Stefan Küng (CHE)                 | 23   | BMC Racing          | 79    | + 2h 49' 17" |
| 45     | Amaël Moinard (FRA)               | 35   | BMC Racing          | 32    | + 1h 32' 02" |
| 46     | Nicolas Roche (IRL)               | 32   | BMC Racing          | 33    | + 1h 32' 35" |
| 47     | Michael Schär (CHE)               | 30   | BMC Racing          | 72    | + 2h 41' 54" |
| 48     | Greg Van Avermaet (BEL)           | 32   | BMC Racing          | 58    | + 2h 19' 14" |
| 49     | Danilo Wyss (CHE)                 | 31   | BMC Racing          | 81    | + 2h 53' 51" |
| 51     | Fabio Aru (ITA)                   | 26   | Astana              | 5     | + 3' 05"     |
| 52     | Dario Cataldo (ITA)               | 32   | Astana              | AB-11 | –            |
| 53     | Jakob Fuglsang (DEN)              | 32   | Astana              | AB-13 | –            |
| 54     | Andriy Hrivko (UKR)               | 33   | Astana              | 120   | + 3h 32' 14" |
| 55     | Dmitriy Gruzdev (KAZ)             | 31   | Astana              | 115   | + 3h 24' 42" |
| 56     | Bakhtiyar Kozhatayev (KAZ)        | 25   | Astana              | 93    | + 3h 04' 11" |
| 57     | Alexey Lutsenko (KAZ)             | 24   | Astana              | 71    | + 2h 39' 10" |
| 58     | Michael Valgren (DEN)             | 25   | Astana              | 61    | + 2h 25' 36" |
| 59     | Andrey Zeits (KAZ)                | 30   | Astana              | 44    | + 1h 59' 09" |
| 61     | Louis Meintjes (ZAF)              | 25   | UAE Team Emirates   | 8     | + 8' 20"     |
| 62     | Darwin Atapuma (COL)              | 29   | UAE Team Emirates   | 41    | + 1h 50' 31" |
| 63     | Matteo Bono (ITA)                 | 33   | UAE Team Emirates   | 111   | + 3h 20' 59" |
| 64     | Kristijan Đurasek (HRV)           | 29   | UAE Team Emirates   | 50    | + 2h 04' 53" |
| 65     | Vegard Stake Laengen (NOR)        | 28   | UAE Team Emirates   | 127   | + 3h 41' 52" |
| 66     | Marco Marcato (ITA)               | 33   | UAE Team Emirates   | 96    | + 3h 05' 53" |
| 67     | Manuele Mori (ITA)                | 36   | UAE Team Emirates   | AB-9  | –            |
| 68     | Ben Swift (GBR)                   | 29   | UAE Team Emirates   | 83    | + 2h 54' 48" |
| 69     | Diego Ulissi (ITA)                | 27   | UAE Team Emirates   | 39    | + 1h 45' 23" |
| 71     | Arnaud Démare (FRA)               | 25   | FDJ                 | FC-9  | –            |
| 72     | Davide Cimolai (ITA)              | 27   | FDJ                 | 152   | + 4h 06' 15" |
| 73     | Mickaël Delage (FRA)              | 31   | FDJ                 | FC-9  | –            |
| 74     | Jacopo Guarnieri (ITA)            | 29   | FDJ                 | FC-9  | –            |
| 75     | Ignatas Konovalovas (LTU)         | 31   | FDJ                 | FC-9  | –            |
| 76     | Olivier Le Gac (FRA)              | 23   | FDJ                 | 158   | + 4h 17' 21" |
| 77     | Rudy Molard (FRA)                 | 27   | FDJ                 | 36    | + 1h 35' 55" |
| 78     | Thibaut Pinot (FRA)               | 27   | FDJ                 | AB-17 | –            |
| 79     | Arthur Vichot (FRA)               | 28   | FDJ                 | AB-13 | –            |
| 81     | Esteban Chaves (COL)              | 27   | Orica-Scott         | 62    | + 2h 27' 34" |
| 82     | Michael Albasini (CHE)            | 36   | Orica-Scott         | 98    | + 3h 06' 55" |
| 83     | Luke Durbridge (AUS)              | 26   | Orica-Scott         | AB-2  | –            |
| 84     | Mathew Hayman (AUS)               | 39   | Orica-Scott         | 151   | + 4h 05' 17" |
| 85     | Damien Howson (AUS)               | 24   | Orica-Scott         | 88    | + 2h 56' 57" |
| 86     | Daryl Impey (ZAF)                 | 32   | Orica-Scott         | 47    | + 2h 01' 59" |
| 87     | Jens Keukeleire (BEL)             | 28   | Orica-Scott         | 59    | + 2h 22' 26" |
| 88     | Roman Kreuziger (CZE)             | 31   | Orica-Scott         | 24    | + 59' 58"    |
| 89     | Simon Yates (GBR)                 | 24   | Orica-Scott         | 7     | + 6' 14"     |
| 91     | Mark Cavendish (GBR)              | 32   | Dimension Data      | NP-5  | –            |
| 92     | Edvald Boasson Hagen (NOR)        | 30   | Dimension Data      | 78    | + 2h 48' 12" |
| 93     | Stephen Cummings (GBR)            | 36   | Dimension Data      | 141   | + 3h 53' 10" |
| 94     | Bernhard Eisel (AUT)              | 36   | Dimension Data      | 153   | + 4h 10' 18" |
| 95     | Reinardt Janse van Rensburg (ZAF) | 28   | Dimension Data      | 118   | + 3h 30' 54" |
| 96     | Serge Pauwels (BEL)               | 33   | Dimension Data      | 19    | + 39' 36"    |
| 97     | Mark Renshaw (AUS)                | 34   | Dimension Data      | FC-9  | –            |
| 98     | Scott Thwaites (GBR)              | 27   | Dimension Data      | 107   | + 3h 16' 28" |
| 99     | Jaco Venter (ZAF)                 | 30   | Dimension Data      | 162   | + 4h 20' 16" |
| 101    | Marcel Kittel (GER)               | 29   | Quick-Step Floors   | AB-17 | –            |
| 102    | Jack Bauer (NZL)                  | 32   | Quick-Step Floors   | 105   | + 3h 15' 13" |
| 103    | Gianluca Brambilla (ITA)          | 29   | Quick-Step Floors   | 53    | + 2h 06' 57" |
| 104    | Philippe Gilbert (BEL)            | 34   | Quick-Step Floors   | NP-16 | –            |
| 105    | Dan Martin (IRL)                  | 30   | Quick-Step Floors   | 6     | + 4' 42"     |
| 106    | Fabio Sabatini (ITA)              | 32   | Quick-Step Floors   | 154   | + 4h 10' 25" |
| 107    | Zdeněk Štybar (CZE)               | 31   | Quick-Step Floors   | 102   | + 3h 12' 12" |
| 108    | Matteo Trentin (ITA)              | 27   | Quick-Step Floors   | FC-9  | –            |
| 109    | Julien Vermote (BEL)              | 27   | Quick-Step Floors   | 139   | + 3h 52' 54" |
| 111    | Peter Sagan (SVK)                 | 27   | Bora-Hansgrohe      | EX-4  | –            |
| 112    | Maciej Bodnar (POL)               | 32   | Bora-Hansgrohe      | 116   | + 3h 26' 58" |
| 113    | Emanuel Buchmann (GER)            | 24   | Bora-Hansgrohe      | 15    | + 33' 21"    |
| 114    | Marcus Burghardt (GER)            | 34   | Bora-Hansgrohe      | 131   | + 3h 45' 57" |
| 115    | Rafal Majka (POL)                 | 27   | Bora-Hansgrohe      | NP-10 | –            |
| 116    | Jay McCarthy (AUS)                | 24   | Bora-Hansgrohe      | 94    | + 3h 05' 13" |
| 117    | Paweł Poljański (POL)             | 27   | Bora-Hansgrohe      | 80    | + 2h 53' 42" |
| 118    | Juraj Sagan (SVK)                 | 28   | Bora-Hansgrohe      | FC-9  | –            |
| 119    | Rüdiger Selig (GER)               | 28   | Bora-Hansgrohe      | 165   | + 4h 26' 43" |
| 121    | Tony Martin (GER)                 | 32   | Katusha-Alpecin     | 101   | + 3h 10' 18" |
| 122    | Marco Haller (AUT)                | 26   | Katusha-Alpecin     | 155   | + 4h 13' 50" |
| 123    | Reto Hollenstein (CHE)            | 31   | Katusha-Alpecin     | 150   | + 4h 03' 45" |
| 124    | Robert Kišerlovski (HRV)          | 30   | Katusha-Alpecin     | 31    | + 1h 25' 25" |
| 125    | Alexander Kristoff (NOR)          | 29   | Katusha-Alpecin     | 130   | + 3h 45' 40" |
| 126    | Maurits Lammertink (NLD)          | 26   | Katusha-Alpecin     | 75    | + 2h 44' 01" |
| 127    | Tiago Machado (PRT)               | 31   | Katusha-Alpecin     | 74    | + 2h 43' 36" |
| 128    | Nils Politt (GER)                 | 23   | Katusha-Alpecin     | 95    | + 3h 05' 52" |
| 129    | Rick Zabel (GER)                  | 23   | Katusha-Alpecin     | 145   | + 3h 55' 48" |
| 131    | André Greipel (GER)               | 34   | Lotto-Soudal        | 149   | + 4h 02' 54" |
| 132    | Lars Bak (DEN)                    | 37   | Lotto-Soudal        | 123   | + 3h 37' 04" |
| 133    | Tiesj Benoot (BEL)                | 23   | Lotto-Soudal        | 20    | + 42' 04"    |
| 134    | Thomas De Gendt (BEL)             | 30   | Lotto-Soudal        | 51    | + 2h 05' 36" |
| 135    | Tony Gallopin (FRA)               | 29   | Lotto-Soudal        | 21    | + 42' 39"    |
| 136    | Adam Hansen (AUS)                 | 36   | Lotto-Soudal        | 113   | + 3h 22' 31" |
| 137    | Jürgen Roelandts (BEL)            | 31   | Lotto-Soudal        | 136   | + 3h 47' 20" |
| 138    | Marcel Sieberg (GER)              | 35   | Lotto-Soudal        | NP-17 | –            |
| 139    | Tim Wellens (BEL)                 | 26   | Lotto-Soudal        | AB-15 | –            |
| 141    | Michael Matthews (AUS)            | 26   | Sunweb              | 69    | + 2h 36' 36" |
| 142    | Nikias Arndt (GER)                | 25   | Sunweb              | 84    | + 2h 54' 54" |
| 143    | Warren Barguil (FRA)              | 25   | Sunweb              | 10    | + 9' 25"     |
| 144    | Roy Curvers (NLD)                 | 37   | Sunweb              | 142   | + 3h 53' 38" |
| 145    | Simon Geschke (GER)               | 31   | Sunweb              | 64    | + 2h 28' 57" |
| 146    | Ramon Sinkeldam (NLD)             | 28   | Sunweb              | 148   | + 4h 01' 54" |
| 147    | Laurens ten Dam (NLD)             | 36   | Sunweb              | 67    | + 2h 34' 56" |
| 148    | Mike Teunissen (NLD)              | 24   | Sunweb              | 129   | + 3h 43' 52" |
| 149    | Albert Timmer (NLD)               | 32   | Sunweb              | 157   | + 4h 16' 21" |
| 151    | Nacer Bouhanni (FRA)              | 26   | Cofidis             | 138   | + 3h 51' 29" |
| 152    | Dimitri Claeys (BEL)              | 30   | Cofidis             | 163   | + 4h 25' 01" |
| 153    | Nicolas Edet (FRA)                | 29   | Cofidis             | 76    | + 2h 45' 11" |
| 154    | Christophe Laporte (FRA)          | 24   | Cofidis             | 133   | + 3h 46' 47" |
| 155    | Cyril Lemoine (FRA)               | 34   | Cofidis             | 128   | + 3h 43' 45" |
| 156    | Luis Ángel Maté (ESP)             | 33   | Cofidis             | 56    | + 2h 15' 28" |
| 157    | Daniel Navarro (ESP)              | 33   | Cofidis             | 27    | + 1h 15' 26" |
| 158    | Florian Sénéchal (FRA)            | 23   | Cofidis             | 161   | + 4h 19' 17" |
| 159    | Julien Simon (FRA)                | 31   | Cofidis             | 117   | + 3h 29' 21" |
| 161    | Robert Gesink (NLD)               | 31   | LottoNL-Jumbo       | AB-9  | –            |
| 162    | George Bennett (NZL)              | 27   | LottoNL-Jumbo       | AB-16 | –            |
| 163    | Dylan Groenewegen (NLD)           | 24   | LottoNL-Jumbo       | 156   | + 4h 16' 02" |
| 164    | Tom Leezer (NLD)                  | 31   | LottoNL-Jumbo       | 166   | + 4h 32' 21" |
| 165    | Paul Martens (GER)                | 33   | LottoNL-Jumbo       | 82    | + 2h 54' 14" |
| 166    | Primož Roglič (SVN)               | 27   | LottoNL-Jumbo       | 38    | + 1h 44' 41" |
| 167    | Timo Roosen (NLD)                 | 24   | LottoNL-Jumbo       | AB-19 | –            |
| 168    | Jos van Emden (NLD)               | 32   | LottoNL-Jumbo       | AB-9  | –            |
| 169    | Robert Wagner (GER)               | 34   | LottoNL-Jumbo       | 164   | + 4h 25' 12" |
| 171    | Thomas Voeckler (FRA)             | 38   | Direct Énergie      | 91    | + 2h 58' 51" |
| 172    | Thomas Boudat (FRA)               | 23   | Direct Énergie      | 140   | + 3h 53' 08" |
| 173    | Lilian Calmejane (FRA)            | 24   | Direct Énergie      | 35    | + 1h 35' 16" |
| 174    | Sylvain Chavanel (FRA)            | 38   | Direct Énergie      | 25    | + 1h 04' 22" |
| 175    | Yohann Gène (FRA)                 | 36   | Direct Énergie      | 134   | + 3h 47' 08" |
| 176    | Adrien Petit (FRA)                | 26   | Direct Énergie      | 126   | + 3h 41' 34" |
| 177    | Perrig Quéméneur (FRA)            | 33   | Direct Énergie      | 106   | + 3h 15' 40" |
| 178    | Romain Sicard (FRA)               | 29   | Direct Énergie      | 66    | + 2h 33' 24" |
| 179    | Angelo Tulik (FRA)                | 26   | Direct Énergie      | 89    | + 2h 57' 05" |
| 181    | Pierre Rolland (FRA)              | 30   | Cannondale-Drapac   | 54    | + 2h 11' 54" |
| 182    | Alberto Bettiol (ITA)             | 23   | Cannondale-Drapac   | 90    | + 2h 57' 56" |
| 183    | Patrick Bevin (NZL)               | 26   | Cannondale-Drapac   | 114   | + 3h 23' 00" |
| 184    | Nathan Brown (EUA)                | 25   | Cannondale-Drapac   | 43    | + 1h 57' 52" |
| 185    | Simon Clarke (AUS)                | 30   | Cannondale-Drapac   | 86    | + 2h 55' 27" |
| 186    | Taylor Phinney (EUA)              | 27   | Cannondale-Drapac   | 159   | + 4h 18' 15" |
| 187    | Andrew Talansky (EUA)             | 28   | Cannondale-Drapac   | 49    | + 2h 03' 27" |
| 188    | Rigoberto Urán (COL)              | 30   | Cannondale-Drapac   | 2     | + 54"        |
| 189    | Dylan van Baarle (NLD)            | 25   | Cannondale-Drapac   | 77    | + 2h 47' 11" |
| 191    | Ion Izagirre (ESP)                | 28   | Bahrain-Merida      | AB-1  | –            |
| 192    | Yukiya Arashiro (JPN)             | 32   | Bahrain-Merida      | 109   | + 3h 18' 16" |
| 193    | Grega Bole (SVN)                  | 31   | Bahrain-Merida      | 143   | + 3h 55' 29" |
| 194    | Borut Božič (SVN)                 | 36   | Bahrain-Merida      | 160   | + 4h 18' 41" |
| 195    | Janez Brajkovič (SVN)             | 33   | Bahrain-Merida      | 45    | + 2h 00' 38" |
| 196    | Ondřej Cink (CZE)                 | 26   | Bahrain-Merida      | AB-19 | –            |
| 197    | Sonny Colbrelli (ITA)             | 27   | Bahrain-Merida      | 122   | + 3h 36' 22" |
| 198    | Tsgabu Grmay (ETH)                | 25   | Bahrain-Merida      | 73    | + 2h 42' 15" |
| 199    | Javier Moreno (ESP)               | 32   | Bahrain-Merida      | 119   | + 3h 32' 06" |
| 201    | Guillaume Martin (FRA)            | 24   | Wanty-Groupe Gobert | 23    | + 53' 52"    |
| 202    | Frederik Backaert (BEL)           | 27   | Wanty-Groupe Gobert | 132   | + 3h 46' 36" |
| 203    | Thomas Degand (BEL)               | 31   | Wanty-Groupe Gobert | 34    | + 1h 34' 02" |
| 204    | Marco Minnaard (NLD)              | 28   | Wanty-Groupe Gobert | 40    | + 1h 48' 11" |
| 205    | Yoann Offredo (FRA)               | 30   | Wanty-Groupe Gobert | 110   | + 3h 20' 50" |
| 206    | Andrea Pasqualon (ITA)            | 29   | Wanty-Groupe Gobert | 137   | + 3h 51' 18" |
| 207    | Dion Smith (NZL)                  | 24   | Wanty-Groupe Gobert | 124   | + 3h 39' 24" |
| 208    | Guillaume Van Keirsbulck (BEL)    | 26   | Wanty-Groupe Gobert | 147   | + 3h 59' 48" |
| 209    | Pieter Vanspeybrouck (BEL)        | 30   | Wanty-Groupe Gobert | 100   | + 3h 09' 38" |
| 211    | Daniel McLay (GBR)                | 25   | Fortuneo-Oscaro     | AB-17 | –            |
| 212    | Maxime Bouet (FRA)                | 30   | Fortuneo-Oscaro     | 55    | + 2h 13' 23" |
| 213    | Brice Feillu (FRA)                | 31   | Fortuneo-Oscaro     | 16    | + 36' 46"    |
| 214    | Élie Gesbert (FRA)                | 22   | Fortuneo-Oscaro     | 85    | + 2h 55' 13" |
| 215    | Romain Hardy (FRA)                | 28   | Fortuneo-Oscaro     | 26    | + 1h 12' 51" |
| 216    | Pierre-Luc Périchon (FRA)         | 30   | Fortuneo-Oscaro     | 42    | + 1h 57' 29" |
| 217    | Laurent Pichon (FRA)              | 30   | Fortuneo-Oscaro     | 125   | + 3h 39' 45" |
| 218    | Eduardo Sepúlveda (ARG)           | 26   | Fortuneo-Oscaro     | 65    | + 2h 31' 05" |
| 219    | Florian Vachon (FRA)              | 32   | Fortuneo-Oscaro     | 103   | + 3h 13' 10" |

### Per nacionalitat

Número de ciclistes participants en el Tour de França de 2017 per país:

Els 198 ciclistes que van participar en Tour de França de 2017 eren originaris de 32 països diferents.
| País           | Participants | Abandons | Etapes guanyades | Guanyadors d'etapa |
| -------------- | ------------ | -------- | ---------------- | --- |
| France         | 39           | 4        | 5                | - Etapa 4: Arnaud Démare - Etapa 8: Lilian Calmejane - Etapa 12: Romain Bardet - Etapa 13: Warren Barguil - Etapa 18: Warren Barguil |
| Italy          | 18           | 5        | 1                | - Etapa 5: Fabio Aru |
| Belgium        | 16           | 2        |                  | |
| Germany        | 16           | 2        | 5                | - Etapa 2: Marcel Kittel - Etapa 6: Marcel Kittel - Etapa 7: Marcel Kittel - Etapa 10: Marcel Kittel - Etapa 11: Marcel Kittel       |
| Netherlands    | 15           | 3        | 2                | - Etapa 15: Bauke Mollema - Etapa 21: Dylan Groenewegen                                                                              |
| Spain          | 13           | 2        |                  | |
| Australia      | 9            | 3        | 2                | - Etapa 14: Michael Matthews - Etapa 16: Michael Matthews                                                                            |
| Great Britain  | 9            | 3        | 1                | - Etapa 1: Geraint Thomas |
| Colombia       | 7            |          | 1                | - Etapa 9: Rigoberto Urán |
| Switzerland    | 6            |          |                  | |
| Kazakhstan     | 4            |          |                  | |
| New Zealand    | 4            | 1        |                  | |
| Poland         | 4            | 1        | 1                | - Etapa 20: Maciej Bodnar |
| Slovenia       | 4            |          | 1                | - Etapa 17: Primož Roglič |
| South Africa   | 4            |          |                  | |
| Austria        | 3            |          |                  | |
| Czech Republic | 3            | 1        |                  | |
| Denmark        | 3            | 1        |                  | |
| Norway         | 3            |          | 1                | - Etapa 19: Edvald Boasson Hagen |
| United States  | 3            |          |                  | |
| Croatia        | 2            |          |                  | |
| Ireland        | 2            |          |                  | |
| Slovakia       | 2            | 2        | 1                | - Etapa 3: Peter Sagan |
| Argentina      | 1            |          |                  | |
| Belarus        | 1            |          |                  | |
| Costa Rica     | 1            |          |                  | |
| Ethiopia       | 1            |          |                  | |
| Japan          | 1            |          |                  | |
| Lithuania      | 1            | 1        |                  | |
| Luxembourg     | 1            |          |                  | |
| Portugal       | 1            |          |                  | |
| Ukraine        | 1            |          |                  | |
| Total          | 198          | 31       | 21               | 15 |

| 20+ | 10–19 | 2–9 | 1 |